# 贾浑
賈渾（？—305年），西晉人。太安年間，賈渾擔任介休令。劉淵起兵反晉後，派遣其將領喬晞攻陷介休。賈渾誓死不降，還說：「我替晉朝守護城池，豈能苟且偷生投降賊虜，這樣我還有臉面對世人嗎？！」喬晞大怒，準備處決，喬晞手下尹崧替賈渾說情，希望放他一馬。喬晞不肯，依舊將賈渾殺死。
賈渾死後，妻子宗氏也被喬晞強行納娶，因此宗氏大罵喬晞而哭，也被喬晞殺害。劉淵知道後大怒，將喬晞追回並降秩四等，因此賈渾夫妻被劉淵收葬。

## 延伸阅读
[在维基数据编辑]
 《晉書·卷089》，出自房玄齡《晉書》